# Ludwig Baur (Politiker, 1828)

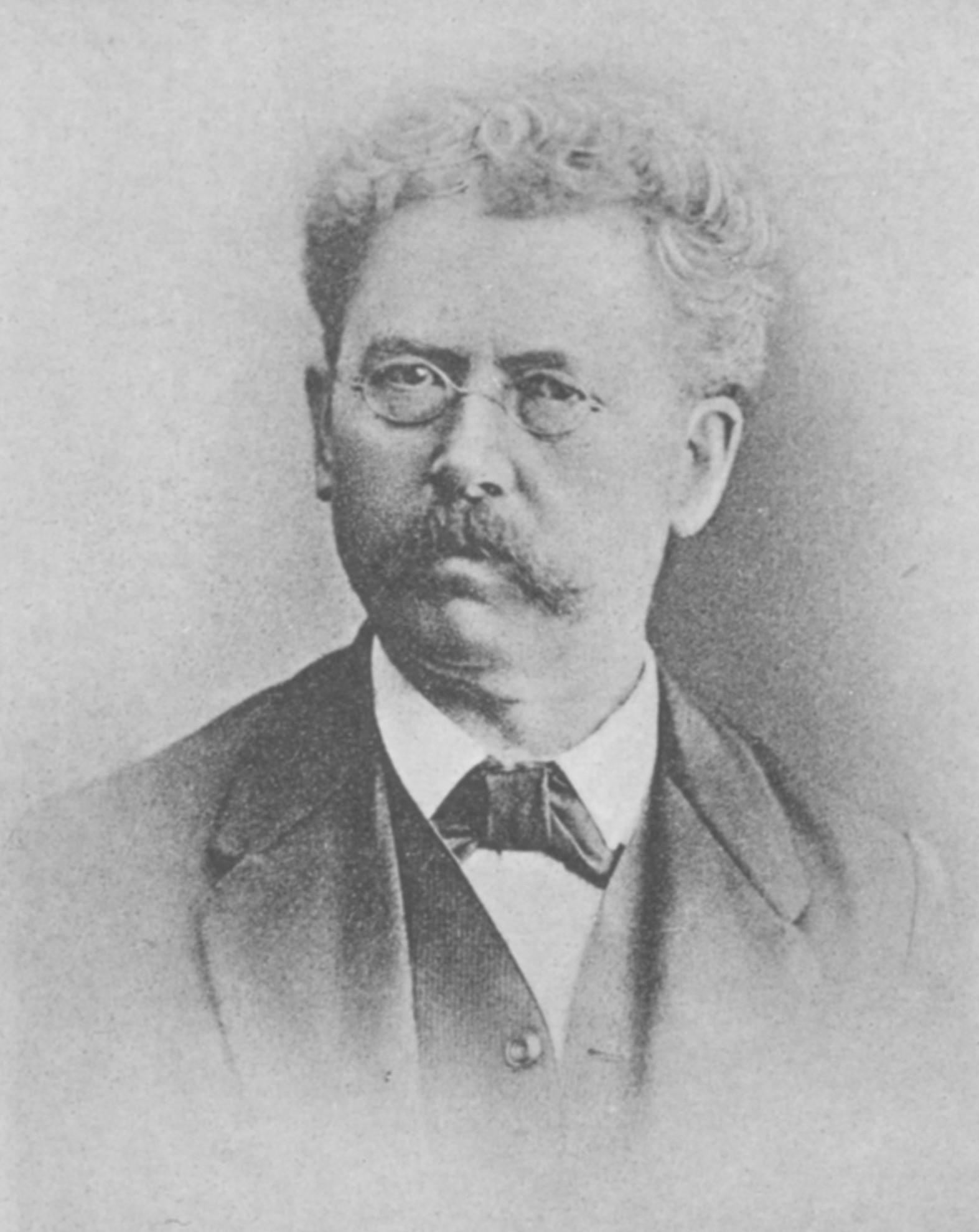
Ludwig Baur

Ludwig Baur (* 28. Januar 1828 in Lindenfels; † 10. Februar 1893 in Darmstadt) war ein hessischer Beamter und Politiker und ehemaliger Abgeordneter der 2. Kammer der Landstände des Großherzogtums Hessen. 

## Leben
Ludwig Baur war der Sohn des Revierförsters Ludwig Friedrich Baur und dessen Frau Caroline Philippine geborene Schmitt. Zu seinen 12 Geschwistern zählen auch Friedrich Wilhelm Baur und Gustav Adolph Ludwig Baur.
Am 25. Juni 1857 heiratete Ludwig Baur, der evangelischen Glaubens war, Louise Wilhelmine geborene Kraus.
Während seines Studiums wurde er im Wintersemester 1846/47 Mitglied der Burschenschaft Cattia Gießen.
Ludwig Baur schlug die Beamtenlaufbahn ein und war 1862 Obersteuersekretär bei der Münzdeputation, 1865 Mitglied und Rat der Obersteuerdirektion und übernahm 1876 die Oberleitung der Steuerkontrolle und Kalkulatur. 1879 wurde er vortragender Rat im Finanzministerium, 1880 Geheimer Obersteuerrat und 1886 Ministerialrat im Finanzministerium, Abteilung Steuerwesen. 1881 bis 1887 war er Mitglied der Zentralstelle für Landesstatistik, 1881 bis 1890 Mitglied der Brandversicherungskommission.
In der 23. bis 25. Wahlperiode (1878–1887) war Ludwig Baur Abgeordneter der zweiten Kammer der Landstände des Großherzogtums Hessen. In den Landständen vertrat er den Wahlbezirk Starkenburg 13/Griesheim.

## Ehrungen
- 1878: Verdienstorden Philipps des Großmütigen, Ritterkreuz I. Klasse
- 1890: Verdienstorden Philipps des Großmütigen, Komturkreuz II. Klasse

## Veröffentlichungen
- Handbuch des directen Steuerwesens und der damit in Beziehung stehenden Gegenstände der Gesetzgebung und Verwaltung im Großherzogthum Hessen. Heidelberg 1868.